# Черемісінов Олексій Борисович
Олексій Борисович Черемісінов (рос. Алексей Борисович Черемисинов; нар. 9 липня 1985 року, Москва, СРСР) — російський фехтувальник (рапіра), олімпійський чемпіон 2016 року в командній рапірі, чемпіон світу та Європи, призер чемпіонатів світу та Європи.

## Виступи на Олімпіадах
| Олімпіада           | Дисципліна           | Місце |
| ------------------- | -------------------- | ----- |
| Лондон 2012         | індивідуальна рапіра | 5     |
| Лондон 2012         | командна рапіра      | 5     |
| Ріо-де-Жанейро 2016 | індивідуальна рапіра | 17    |
| Ріо-де-Жанейро 2016 | командна рапіра      | 1     |